# Vercia
Vercia is een plaats en voormalige gemeente in het Franse departement Jura in de regio Bourgogne-Franche-Comté en telt 280 inwoners (2004). De plaats maakt deel uit van het arrondissement Lons-le-Saunier.

## Geschiedenis
Vercia is op 1 januari 2017 gefuseerd met de gemeenten Bonnaud, Grusse en Vincelles tot de gemeente Val-Sonnette. 

## Geografie
De oppervlakte van Vercia bedraagt 4,1 km², de bevolkingsdichtheid is 68,3 inwoners per km².
De onderstaande kaart toont de ligging van Vercia met de belangrijkste infrastructuur en aangrenzende gemeenten.

## Demografie
Onderstaande figuur toont het verloop van het inwonertal.
Bonnaud · Grusse · Sainte-Agnès · Vercia · Vincelles